# Crataegus putata
Crataegus putata är en rosväxtart som beskrevs av Charles Sprague Sargent. Crataegus putata ingår i Hagtornssläktet som ingår i familjen rosväxter. Inga underarter finns listade i Catalogue of Life.